# Droga krajowa B291 (Niemcy)
Droga krajowa B291 (Bundesstraße 291) – niemiecka droga krajowa przebiegająca w całości w granicach kraju związkowego Badenia-Wirtembergia. Liczy 10 km i łączy Schwetzingen z Wiesloch. 